# Equipe suíça na Copa Davis
A equipe suíça na Copa Davis representa a Suíça na Copa Davis, principal competição de tênis masculina por equipes do mundo. É administrada pela Swiss Tennis.
Conquistou um título, sendo ele na década de 2010.

## Última escalação
Pela fase de grupos do Finals, em setembro de 2023.
- Marc-Andrea Hüsler
- Leandro Riedi
- Alexander Ritschard
- Dominic Stricker
- Stan Wawrinka